# Gregor Strniša (glasbenik)
To je članek o glasbeniku Gregorju Strniši. Za pesnika in dramatika glejte Gregor Strniša.
Gregor Strniša [grêgor strníša], slovenski skladatelj, aranžer in producent, * 24. avgust 1959, Ljubljana.
Leta 1986 je diplomiral na ljubljanski Akademiji za glasbo in od takrat deluje kot samostojni umetnik.
Napisal je glasbo za več kot 50 gledaliških predstav in za to ustvarjalnost prejel v dve prestižni nagradi, nagrado na sarajevskem festivalu MES in na Sterijinem pozorju v Novem Sadu.
Velik del svoje ustvarjalnosti je namenil komponiranju za godalni trio. Z godalnim triem All Capone Štrajh Trio, katerega ustanovitelj in ekskluzivni komponist je sam, je izdal pet samostojnih plošč (Greatest Hits, 1 tema 1000 pristopov, ISO 2001, Jaz Srce Kič in Resia Valley).
Njegovo ustvarjanje seže tudi na izobraževalno področje. Je avtor serije izobraževalnih oddaj Glasbena šola šala, ki so nastale v produkciji RTV Slovenija. Zanje je leta 1999 dobil nagrado ‘Gong ustvarjalnosti’ časopisne hiše Delo. V letu 2009 pa je v okviru glasbeno gledališkega kolektiva Paramundus ustvaril glasbeno učno uro Opera ni zOperna
Na področju mednarodnega sodelovanja najbolj izstopa sodelovanje s pariškim plesnim gledališčem A fleur de peau. S plesno gledališkimi predstavami na njegovo glasbo so nastopali v Franciji, na Nizozemskem, Italiji in Braziliji.
Veliko se posveča  komorni operi. Komorna opera Mnemosyne je na 37. Tednu slovenske drame v Kranju prejela Šeligovo nagrado strokovne žirije in tudi nagrado občinstva za najboljšo predstavo festivala.
V zadnjih letih je napisal glasbo za vrsto radijskih iger v produkciji Radia Slovenija.